# Prosternodes cinnamipennis
Prosternodes cinnamipennis är en skalbaggsart som först beskrevs av Louis Alexandre Auguste Chevrolat 1838.  Prosternodes cinnamipennis ingår i släktet Prosternodes och familjen långhorningar.
Artens utbredningsområde är:
- Bahamas.
- Kuba.

Inga underarter finns listade i Catalogue of Life.